# Crónicas de un sueño
Crónicas de un sueño es un seriado de televisión colombiano coproducido por el Canal Capital de Bogotá y el Centro Ático de la Pontificia Universidad Javeriana, en el cual combina los formatos de drama y documental exponiendo la historia de Colombia inicialmente la década de 1980. De trece capítulos en total para la primera temporada, el programa fue estrenado el 16 de junio de 2013.
Temporada 2
Ficha técnica
Años 90
Numero de Capítulo: 8
Director y Productor: Raúl García Rodríguez
Argumento original y Showrunner: Raúl García Rodriguez
Guion: Alberto Quiroga
Casa Productora: Solaris Dreams Films(para Canal Capital)
Por su parte, la segunda temporada se estrenó el 23 de marzo de 2014, correspondiente a los hechos de la década de 1990. Antes de su segundo lanzamiento, Alina Lozano fue nominada como actriz protagónica de series para los premios India Catalina de la televisión colombiana en el mes de febrero del mismo año, derrotada por Carolina Gómez quien actuaba para la telenovela del Canal Caracol Mentiras Perfectas.
Temporada 3
Años 2000
Numero de Capítulo: 5
Director y Productor: Raúl García Rodríguez
Argumento original y showrunner: Raúl García Rodríguez
Guion: Alberto Quiroga
Casa Productora: Solaris Dreams Films(para Canal Capital)
Elenco: 
Angelica Blandón
Daniel Rocha
Manuel Jose Alvares
Fernando Solorzano
Fiona Horsey
Gloria Montoya

## Horario
El programa se transmitía en la primera temporada los domingos a las 21:00 horas en Canal Capital y enlazada a la misma hora con los canales regionales de Telecaribe, Teleislas y Televisión Regional del Oriente. En horario diferido, el mismo día se emite a las 21:30 por Telemedellín y a las 22:30 por Teleantioquia, Telepacífico y Telecafé.
 En tanto la reemisión del capítulo se emitía los jueves a las 22:00 horas, bajo la presentación de análisis a cargo de Antonio Morales.
Para la segunda temporada, los dos primeros capítulos se emitieron el mismo horario por dos horas y el resto, de todos los días a las 22:00 h.

## Argumento
Autor del Argumento y showrunner: Raúl García Rodriguez 
Guión: Jorge A. Sánchez / Raúl Garcia Rodriguez
Mateo García es un veterano periodista de una revista independiente que tras sufrir una nueva amenaza contra su vida, el resto de su familia opta por ir al exilio y él pasa a liderar un nuevo programa de televisión de carácter documental para Canal Capital basado en los hechos de los años 1980, reuniendo a un grupo de jóvenes investigadores y periodistas a su disposición para entrevistar a los diversos protagonistas de los hechos más importantes de las épocas que afectaron a Colombia como el Holocausto del Palacio de Justicia, el Paramilitarismo, el auge y caída del narcotráfico y su influencia en el fútbol nacional, el conflicto armado y el genocidio de la Unión Patriótica.
Mientras se desarrolla el proyecto de García, un oscuro personaje conocido con el alías de El Señor, busca la manera de detener el programa y hacerle la vida imposible al veterano comunicador a fin de que no se recuerde los hechos dolorosos de esa etapa histórica, lo cual en una velada del lanzamiento de la serie (en el capítulo 13 de la primera temporada y el primero de la segunda) logra temporalmente su cometido mediante el secuestro, lo cual escapa con su familia al exilio, mientras Andrei y sus compañeros retoman el proyecto cambiando de tiempo en la década de 1990 con un nuevo director y una nueva compañera, David Chaparro y Lina Arévalo. Mientras tanto, el detective Gamboa está decidido a llegar hasta donde haga falta para detener al oscuro criminal y sus secuaces.

## Elenco
En paréntesis, los nombres de los personajes.

### Primera temporada
- Carlos Duplat (Mateo García)
- Manuel José Chávez (Andrei Guerrero)
- Alina Lozano (Miriam de García)
- Mauro Urquijo (agente del señor)
- Martha Bolaños (Juana)
- Kike Mendoza (Detective Gamboa)
- Alberto Valdiri (directivo del Canal)
- Jazmín Santamaría (Raquel)
- Claudia Olaya (Sofía Rodríguez)
- Camilo Ávila (Carlos Martínez)
- Juan Carlos Arango (Ovidio)
- Julián Román (Júlio Mancipe)
- Carlos Augusto Meléndez (agente DAS década de 1980, capítulo 11)[Nota 1]

### Segunda Temporada
De la nueva temporada de 2014 están:
- Angélica Blandón (Lina Arévalo)
- Daniel Rocha (David Chaparro)
- Fernando Solórzano

### Tercera temporada
Daniel Rocha (David Chaparro)
Fernando Solorzano(El Señor)
Manuel Jose Álvarez
Fiona Horsey
Quique Mendoza
Angelica Blandón

## Ficha técnica
- Productor y Director: Raúl García Rodriguez
- Argumento original y showrunner: Raúl Garcia Rodríguez
- Productor Ejecutivo: Hollman Morris[12]
- Casa Productora: Solaris Dreams Films
- Guión: Jorge Sánchez/Raúl García R./Alberto Quiroga/Adriana Villamizar
- Música Interpretada por: Orquesta Filarmónica de Bogotá
- Presentación análisis: Antonio Morales.

## Capítulos I Temporada
- De sueños y verdades (16 de junio de 2013)
- Cantón Norte (23 de junio de 2013)
- Narcoestrellas del fútbol (30 de junio de 2013)
- Nacimiento y exterminio de la UP (6 de julio de 2013)
- Toma del Palacio de Justicia (13 y 20 de julio de 2013)
- Logros y Vida de Lucho Herrera (27 de julio de 2013)
- Caso Yair Klein: Nacimiento del Paramilitarismo (4 y 11 de agosto de 2013)
- Bienvenidos a Narcolombia (18 de agosto de 2013)
- Réquiem por tres candidatos (25 de agosto de 2013)
- La quiebra del Grupo Grancolombiano (1 de septiembre de 2013)
- La Séptima Papeleta (8 de septiembre de 2013)

## Nota
1. ↑  Presentador de deportes de Noticias Capital